# El grúfal
El grúfal (originalment en anglès, The Gruffalo) és un curtmetratge animat per ordinador de 2009 basat en el llibre homònim de 1999 escrit per Julia Donaldson i il·lustrat per Axel Scheffler. El 2018 es va estrenar el doblatge en català.
Dirigida per Jakob Schuh i Max Lang, la pel·lícula va ser produïda per Michael Rose i Martin Pope de Magic Light Pictures i Orange Eyes Limited, en associació amb el guardonat Studio Soi, que va desenvolupar i crear la pel·lícula.
El repartiment de veus original en anglès inclou Helena Bonham Carter, Rob Brydon, Robbie Coltrane, James Corden, John Hurt i Tom Wilkinson.
9,8 milions de persones van veure l'estrena britànica a BBC One el 25 de desembre de 2009 i la pel·lícula va rebre nominacions tant per a un premi Oscar com per a un BAFTA. El desembre de 2012, la pel·lícula i la seva seqüela The Gruffalo's Child es van estrenar a la televisió als Estats Units a PBS Kids Sprout.